# Microgaster euchthoniae
Microgaster euchthoniae är en stekelart som beskrevs av Blanchard 1939. Microgaster euchthoniae ingår i släktet Microgaster och familjen bracksteklar. Inga underarter finns listade i Catalogue of Life.